# Julio Jiménez Rueda
Julio Jiménez Rueda (Ciudad de México, 10 de abril de 1896 - Ibídem, 25 de junio de 1960) fue un abogado, escritor, dramaturgo y diplomático mexicano.

## Estudios
Jiménez estudió en la Escuela Nacional Preparatoria y se graduó de derecho en la Universidad Nacional Autónoma de México (UNAM) en 1919. Posteriormente fue nombrado director de la Escuela Nacional de Arte Teatral de la UNAM. Obtuvo un doctorado en Filosofía y Literatura en 1935. 

## Actividades
Como diplomático, trabajó en Montevideo en 1920 y después en Buenos Aires hasta 1922. Cuando regresó a México, trabajo como director del Archivo General de la Nación y posteriormente como presidente del Centro Mexicano de Escritores. En 1923, promovió la creación del Teatro Municipal, impulsó la fundación de la Unión de Escritores Dramáticos y participó en el movimiento del Teatro Ulises. 

## Académico
Jiménez fue nombrado miembro correspondiente de la Academia Mexicana de la Lengua el 7 de agosto de 1935 y, el 15 de mayo de 1950, fue nombrado miembro de número, ocupando la silla VII. Fue miembro de la Academia Mexicana de la Historia, ocupando el sillón 14 de 1954 a 1960. También fue director de la Facultad de Filosofía y Letras de la UNAM, donde enseñó literatura en español durante muchos años. También fue cofundador del Instituto Internacional de Literatura Iberoamericana.
Colaboró en diversas revistas literarias y especializadas de la época. Incluso escribió en la Revista Crédito, empresa editorial realizada por Agustín Loera y Chávez en la Escuela Bancaria y Comercial durante los años 1940. Fue el primer director de la Revista de la Universidad de México.

## Obras
Como dramaturgo perteneció al grupo conocido como los Siete Autores, realizando una renovación formal de las escenas costumbristas a finales de la década de 1920.
- Como en la vida (1918)
- Tempestad en las costumbres (1922)
- La silueta de humo (1927)
- Miramar (1932)

Literatura y narrativa:
- Cuentos y diálogos (1918)
- Lo que ella no pudo prever (1923)
- Sor Adoración del Divino Verbo (1923)
- Moisen. Historia de judaizantes e inquisidores (1924)
- Resúmenes de literatura mexicana ensayo (1928)
- La silueta de humo (1928)
- Juan Ruiz de Alarcón ensayo (1934)
- La desventura del Conde Kadski novela (1935)
- Juan Ruiz de Alarcón y su tiempo (1939)
- Letras de la Nueva España (1943)
- Santa Teresa y Sor Juana, un paralelo imposible (1943)
- Don Pedro Moya de Contreras, primer inquisidor de México ensayo (1944)
- Herejías y supersticiones de la Nueva España ensayo (1946)
- Novelas coloniales (1947)
- El humanismo, el barroco y la contrarreforma en el México virreinal (1951)
- El doctor Francisco Castillo Nájera (1954)
- Historia de la cultura en México, el mundo prehispánico (1957)
- La secta de los alumbrados en la Nueva España, Tomo XVI, Numeral 1 del Boletín del Archivo General de la Nación (México) de 1945